# Jatiel
Jatiel ist eine Gemeinde in der Provinz Teruel in der Autonomen Region Aragón in Spanien. Sie liegt in der Comarca Bajo Martín und hatte 2024 49 Einwohner.

## Lage
Jatiel liegt etwa 110 Kilometer (Luftlinie) in nordnordöstlicher Richtung von der Provinzhauptstadt Teruel und etwa 69 Kilometer (Luftlinie) südöstlich von Saragossa in einer Höhe von ca. 210 m.

## Bevölkerungsentwicklung
| Jahr      | 1970 | 1981 | 1991 | 2001 | 2011 | 2021 |
| Einwohner | 104  | 66   | 76   | 54   | 49   | 44   |

Die Mechanisierung der Landwirtschaft sowie die Aufgabe bäuerlicher Kleinbetriebe und der daraus resultierende Verlust an Arbeitsplätzen haben seit der Mitte des 20. Jahrhunderts zu einer Landflucht geführt.

## Sehenswürdigkeiten

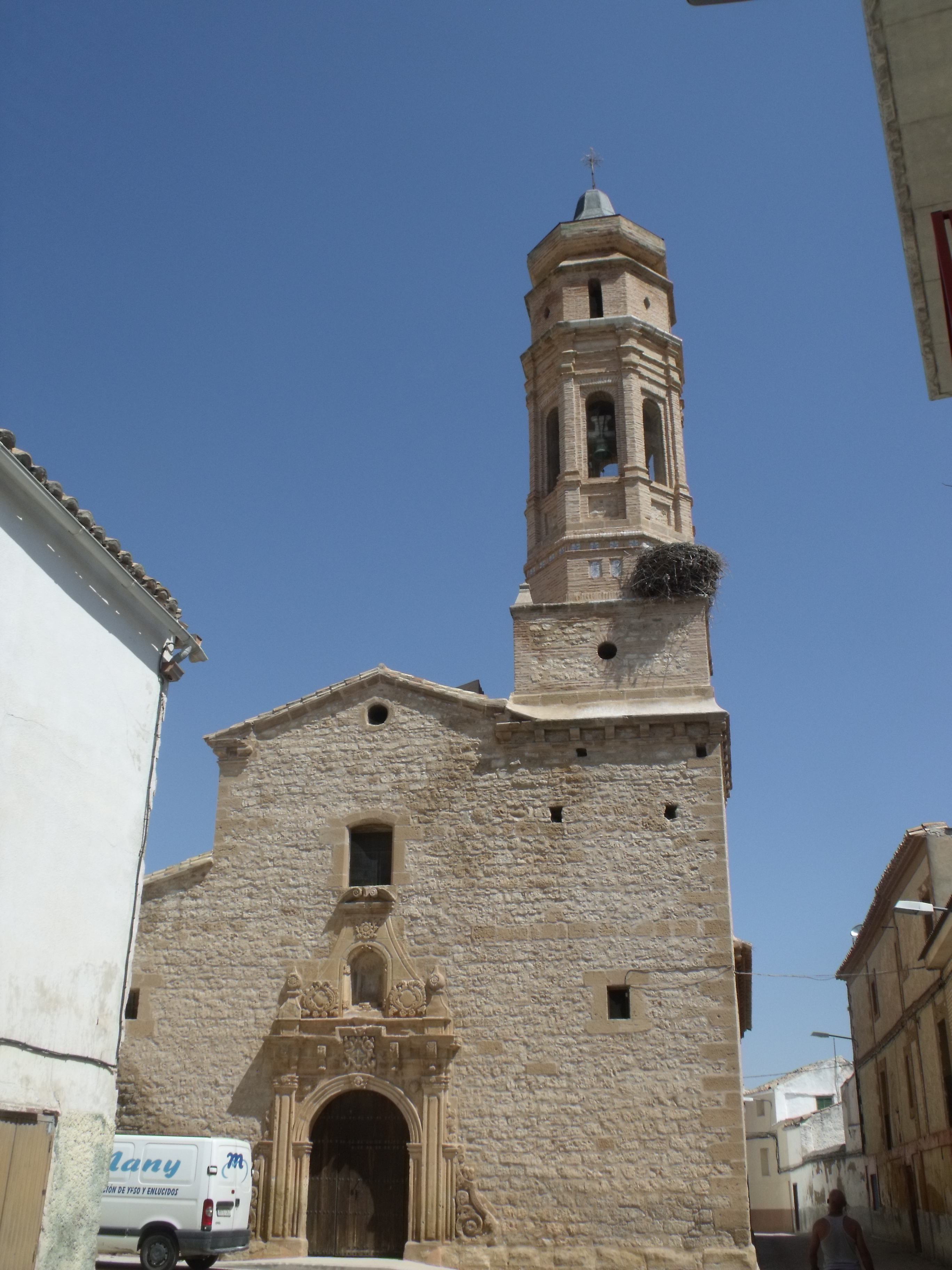
Kirche der Unbefleckten Empfängnis

- Kirche der Unbefleckten Empfängnis